# 프랑수아루이 트랑블레
프랑수아루이 트랑블레(프랑스어: François-Louis Tremblay, 1980년 11월 13일~)는 캐나다의 전 쇼트트랙 선수이다.
퀘벡주 출신이다. 2002년 동계 올림픽 5000m 계주에서 금메달, 2006년 동계 올림픽 500m 개인과 5000m 계주에서 은메달을 땄다. 2005년·2006년 세계 선수권에서 500m 개인과 5000m 계주에서 금메달을 획득했다. 2010년 동계 올림픽에 참가하여 500m에서 동메달, 5000m 계주에서 금메달을 땄다.